# Cristacortis
Le cristacortis est une maladie des agrumes transmissible par greffe, dont l'agent pathogène est inconnu. 
Cette maladie a été décrite pour la première fois en Corse en 1964 par Vogel et Bové sur un oranger 'Tarroco' greffé sur bigaradier. 
Le terme « cristacortis » est formé des racines latines crista, « crête », et cortis, « écorce ». Le principal symptôme de la maladie est en effet le « bois strié (stem pitting) dû à la formation de dépressions dans le bois de la tige  avec des crêtes en correspondance sur la face interne (cambium) de l'écorce.
Le cristacortis est présent dans divers pays et régions du bassin méditerranéen (Corse, Sicile, Sardaigne, Espagne, Maroc, Algérie, Égypte, Turquie) ainsi qu'à l'île Maurice. On l'a également signalé au Brésil sur un oranger greffé avec un greffon de clémentinier importé.
Les variétés d'agrumes suivantes sont sensibles à cette maladie : oranger doux, mandarinier, tangelo, tangor, pomélo, bigaradier, Citrus jambhiri, siamelo, limettier doux, citronnier (occasionnellement). 
En revanche les variétés ci-après semblent immunes : citrange Troyer, oranger trifolié, cédratier, Citrus hystrix, limettier mexicain. 